# Font de Vall Par
La font de Vall Par, anomenada també font d'en Falcó, o de Sant Albert, era una mina d'aigua situada al torrent de Penitents, al barri de Vallcarca i Penitents de Barcelona. La font s'havia canalitzat a l'època medieval per a subministrar aigua a Barcelona. El 1650 va ser catalogada al Llibre de les Fonts de Francesc Socias. El 1929 es construí una planta embotelladora per comercialitzar l'aigua amb el nom de Vall-Par.
Molt a prop hi havia una altra mina, La Nina, que també es va comercialitzar. Ambdues tenien un cabal d'aigua molt abundant: 32.000 i 48.000 litres al dia. El 1917 apareix a la llista de deus d'aigües minero medicinals i balnearis de Catalunya, indicant que és bicarbonatada mixta i oligometàl·lica.
Al segle xix la finca era propietat de Josep de la Barre i Taberner, baró de la Barre i de Pechman. La finca comprenia el turó de la Creueta del Coll, on hi havia el mas Falcó, i una altra mina anomenada font del mas Falcó. La zona on estava la font s'anomenava 'Bosc gran de can Falcó'. El geògraf Francesc Carreras Candi la va comprar el 1902 al baró de la Barre, i la va vendre pocs anys després a Albert Parés. El 1929 es va construir una planta embotelladora comercialitzant l'aigua amb el nom de Vall-Par. En la propaganda es destacava la seva propietat radioactiva. Quan deixà de comercialitzar-se, el lloc es seguia utilitzant per a fer-hi fontades. L'aigua estava canalitzada fins a can Llacsalí.
El 2002 s'hi construí un edifici, i la font suposadament es va conduir cap al clavegueram.